# Говениця
Говениця (пол. Gowienica — річка в Польщі, у Голеньовському повіті Західнопоморського воєводства. Права притока Одри (басейн Балтійського моря).

## Опис
Довжина річки 47,9 км, висота витоку над рівнем моря — 27 м, висота гирла над рівнем моря — 2 м, найкоротша відстань між витоком і гирлом — 28,13 км, коефіцієнт звивистості річки — 1,71. Площа басейну водозбору 314 км².

## Розташування
Бере початок у селі Погжиме ґміни Машево приблизно на відстані 10 км на південно-східній стороні від міста Голенюв. Спочатку тече переважно на північний захід через Бурово. Біля села Лозниця повертає на південний захід і біля Степниці (ґміна Степниця) впадає у річку Одер (Щецинський залив).
Населені пункти вздовж берегової смуги: Бодзенцин, Нев'ядово, Бебрувек, Будзешевице, Дзісна, Бабігощ, Відзенсько, Степанічка.
Притоки: Степниця (права).

## Цікавий факт
- Басейн річки інтенсивно використовується у сільськогосподарських цілях.